# Jersey orientale
La provincia del Jersey orientale, insieme alla provincia del Jersey occidentale, furono due distinte divisioni politiche della Provincia del New Jersey, che divenne lo stato americano del New Jersey, tra il 1674 e il 1702 in accordo con il Quintipartite Deed. Le due province furono unite nel 1702. La capitale del New Jersey Est si trovava a Perth Amboy. La determinazione di un confine esatto tra il New Jersey Ovest e il New Jersey Est fu spesso oggetto di controversia.

## Storia
L'area che comprendeva il New Jersey Est faceva precedentemente parte dei Nuovi Paesi Bassi. I primi insediamenti olandesi (incluse le attuali contee di Bergen e Hudson) risalgono al 1633 con Pavonia, al 1640 con Vriessendael e al 1642 con Achter Kol. Questi insediamenti furono compromessi durante la Guerra di Kieft (1643-1645) e la Guerra del pesco (1655). I coloni tornarono sulle rive occidentali del fiume Hudson con la fondazione di Bergen, Nuovi Paesi Bassi, nel 1660, che sarebbe diventato il primo insediamento europeo permanente nel territorio dell'attuale stato del New Jersey. Durante la seconda guerra anglo-olandese, il 27 agosto 1664, New Amsterdam si arrese alle forze inglesi.
Tra il 1664 e il 1674, la maggior parte dei coloni proveniva da altre parti delle Americhe, in particolare dal New England, da Long Island e dalle Indie occidentali. Elizabethtown e Newark, in particolare, avevano un forte carattere puritano. A sud del fiume Raritan, il Monmouth Tract fu sviluppato principalmente da Quaccheri di Long Island. Nel 1675, il New Jersey Est fu suddiviso in quattro contee per scopi amministrativi: Bergen County, Essex County, Middlesex County e Monmouth County. C'erano sette città: Shrewsbury, Middleton, Piscataway, Woodbridge, Elizabethtown, Newark e Bergen. In un censimento effettuato nel 1684, la popolazione fu stimata in 3.500 individui in circa 700 famiglie (gli schiavi africani non furono inclusi).
Nonostante diversi proprietari terrieri del New Jersey Est in Inghilterra fossero Quaccheri e il governatore per la maggior parte degli anni Ottanta del Seicento fosse il leader quacchero Robert Barclay, l'influenza quacchera sul governo non fu significativa. Anche l'immigrazione promossa da Barclay era orientata a favorire l'influenza scozzese più che quella quacchera. Nel 1682, Barclay e gli altri proprietari terrieri scozzesi iniziarono lo sviluppo di Perth Amboy come capitale della provincia. Nel 1687, Giacomo II permise lo sdoganamento delle navi a Perth Amboy.
Frequenti controversie tra i residenti e i proprietari terrieri per lo più assenti, riguardo alla proprietà della terra e alle rendite feudali, afflissero la provincia fino alla sua resa al governo della regina Anna nel 1702.